# Hartzviller
Hartzviller (fràncic lorenès Hortwiller) és un municipi francès situat al departament del Mosel·la i a la regió del Gran Est. L'any 2007 tenia 922 habitants.

## Demografia

### Població
El 2007 la població de fet de Hartzviller era de 922 persones. Hi havia 368 famílies, de les quals 70 eren unipersonals (37 homes vivint sols i 33 dones vivint soles), 143 parelles sense fills, 135 parelles amb fills i 20 famílies monoparentals amb fills.
La població ha evolucionat segons el següent gràfic:
Habitants censats

### Habitatges
El 2007 hi havia 390 habitatges, 364 eren l'habitatge principal de la família, 3 eren segones residències i 23 estaven desocupats. 359 eren cases i 31 eren apartaments. Dels 364 habitatges principals, 320 estaven ocupats pels seus propietaris, 40 estaven llogats i ocupats pels llogaters i 4 estaven cedits a títol gratuït; 8 tenien dues cambres, 31 en tenien tres, 67 en tenien quatre i 258 en tenien cinc o més. 342 habitatges disposaven pel capbaix d'una plaça de pàrquing. A 148 habitatges hi havia un automòbil i a 189 n'hi havia dos o més.

### Piràmide de població
La piràmide de població per edats i sexe el 2009 era:
| Homes | Edats   | Dones |
| ----- | ------- | ----- |
| 0     | 95 o +  | 0     |
| 0     | 90 a 94 | 4     |
| 4     | 85 a 89 | 8     |
| 0     | 80 a 84 | 4     |
| 8     | 75 a 79 | 24    |
| 4     | 70 a 74 | 20    |
| 16    | 65 a 69 | 20    |
| 32    | 60 a 64 | 28    |
| 28    | 55 a 59 | 16    |
| 32    | 50 a 54 | 48    |
| 52    | 45 a 49 | 52    |
| 20    | 40 a 44 | 24    |
| 36    | 35 a 39 | 20    |
| 28    | 30 a 34 | 24    |
| 36    | 25 a 29 | 36    |
| 28    | 20 a 24 | 40    |
| 40    | 15 a 19 | 8     |
| 16    | 10 a 14 | 28    |
| 4     | 5 a 9   | 20    |
| 28    | 0 a 4   | 20    |

## Economia
El 2007 la població en edat de treballar era de 584 persones, 418 eren actives i 166 eren inactives. De les 418 persones actives 382 estaven ocupades (206 homes i 176 dones) i 35 estaven aturades (16 homes i 19 dones). De les 166 persones inactives 79 estaven jubilades, 36 estaven estudiant i 51 estaven classificades com a «altres inactius».

### Ingressos
El 2009 a Hartzviller hi havia 354 unitats fiscals que integraven 901,5 persones, la mediana anual d'ingressos fiscals per persona era de 18.364 €.

### Activitats econòmiques
Dels 16 establiments que hi havia el 2007, 1 era d'una empresa de fabricació d'altres productes industrials, 4 d'empreses de construcció, 3 d'empreses de comerç i reparació d'automòbils, 1 d'una empresa de transport, 2 d'empreses d'hostatgeria i restauració, 1 d'una empresa financera, 2 d'empreses immobiliàries, 1 d'una empresa de serveis i 1 d'una empresa classificada com a «altres activitats de serveis».
Dels 7 establiments de servei als particulars que hi havia el 2009, 1 era una oficina bancària, 1 taller de reparació d'automòbils i de material agrícola, 1 paleta, 2 fusteries, 1 empresa de construcció i 1 restaurant.
L'únic establiment comercial que hi havia el 2009 era una botiga de més de 120 m².
L'any 2000 a Hartzviller hi havia 11 explotacions agrícoles.

## Equipaments sanitaris i escolars
El 2009 hi havia una escola elemental. Hartzviller disposava d'un col·legi d'educació secundària amb 281 alumnes.

## Poblacions més properes
El següent diagrama mostra les poblacions més properes.